# 映画療法
映画療法（えいがりょうほう、英: Cinema therapy, Movie therapy）とは、アメリカにて、うつ病を和らげるために映画が有効ではないかという試みである。映画が与えるカタルシスが良い影響を与えるのではないかという仮説に基づく。
ただし、臨床実証された治療ではない。